# Nilsiä
Nilsiä är en tätort i Kuopio i landskapet Norra Savolax som tidigare var en självständig kommun. Orten har 3 208 invånare.
Nilsiä kommun grundades 1869 och blev stad 1998. 1 januari 2013 slogs staden ihop med Kuopio. Nilsiä stad hade vid upphörandet 6 528 invånare och en yta på 847,72 km².
Omkring 13 km norr om tätorten Nilsiä, vid sjön Syväri, finns ett av Finlands populäraste skidcenter, Tahko (Tahkovuori).

## Externa länkar

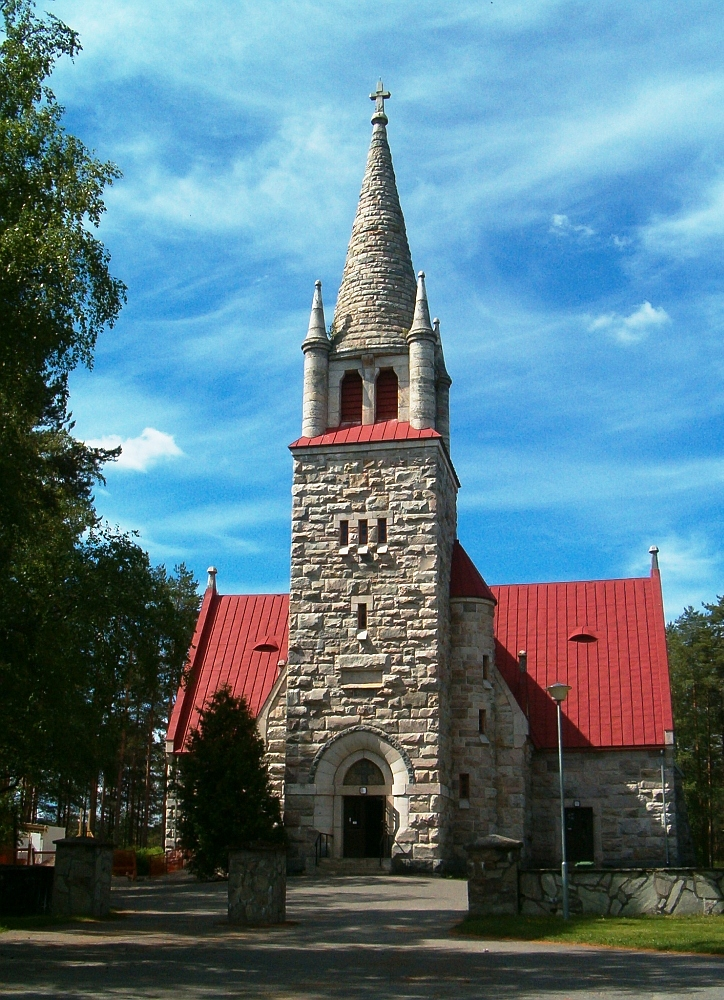
Nilsiäs kyrka.